# SJ Norrlandståg
SJ Norrlandståg AB är ett dotterbolag till SJ AB. SJ Norrlandståg AB drev mellan juni 2008 och december 2016 Norrlandståget på uppdrag av staten via Trafikverket. Sedan januari 2017 efter en omorganisation inom SJ-koncernen bemannar bolaget nattågen åt SJ AB.
SJ Norrlandståg AB har anställda fördelade på orterna Umeå och Gävle. I maj 2011 övertog och bemannar även SJ Norrlandståg moderbolagets SJ:s övriga reguljära sovvagnståg.  
Avtalet på nattågstrafiken förnyades i maj 2012 och gällde från det första avtalets utgång i juni 2013 och sedan dess går nattågen över de nya Ådals- och Botniabanorna.
Mellan december 2020 och december 2024 hade operatören Vy Tåg hand om den upphandlade nattågstrafiken till Narvik/Luleå som SJ Norrlandståg körde tidigare, medan SJ Norrlandståg fortsatt att köra de upphandlade nattågen till Jämtland och även att köra nattåg till Umeå på kommersiell basis.
Från och med december 2024 har SJ åter ansvaret för den upphandlade nattågstrafiken till Narvik/Luleå och trafiken på kommersiell basis till Umeå har upphört. 